# Bruno Landry
Pour les articles homonymes, voir Landry.
Bruno E. Landry (né le 24 janvier 1959) est un humoriste, animateur et comédien québécois (Canada). Il est particulièrement connu comme membre du groupe d'humour Rock et Belles Oreilles.  

## Biographie
Entre 2002 et 2007, il a été narrateur et scénariste pour des émissions de compilations de vidéos amateurs envoyés par le public (Rire et délire et Un monde bête, bête bête diffusées à TQS), surtout américain et parfois québécois. En utilisant sa voix, il inventait parfois de véritables petits scénarios pour combler le manque d'humour de certains extraits, changeant donc complètement le sens originel du vidéo et améliorant le tout.
Il a été l'animateur de l'émission Méchant Malade à TQS où on piégeait amicalement les gens un peu partout au Québec, en élaborant une mise en scène (équivalent à Surprise sur prise).
Il a également animé Une fois c't'un gars à TQS, une émission où des humoristes venaient raconter des blagues sous la forme d'une pseudo-émission-concours.

## Filmographie

### Télévision
- 1986-90 : Rock et Belles Oreilles
- 1989-91 : Super sans plomb
- 1994-95 : RBO Hebdo
- 1996 : Radio Enfer : Rémi Grenon
- 1997 : Un gars, une fille : Bruno
- 1997-99 : Méchant Malade : Animateur
- 1999-00 : Une fois c't'un gars  : Animateur
- 2015 : Les pêcheurs : lui-même

### Cinéma
- 2004 : Camping sauvage : Georges
- 2007 : Lucky Luke Tous à l'Ouest  : Voix Averell / Barrow/ Loup  [1]

## Personnages
- Ringo Rinfret
- Chef Groleau
- Robert, le motivateur
- Bozo Slomeau
- Sergent Bigras
- Éric Émoglobul
- Roger Motte
- Robert Viau

## Distinctions
- Médaille d'honneur de l'Assemblée nationale, 2011